# سنبویه اسواری
نخستین کسی که در اسلام دیدگاه توان‌باوری (به عربی: قَدَریه) را مطرح کرد، سِنبویه اَسواری، از ایرانیان بصره بود. تبار او به اسواران یعنی سواره‌نظام ساسانی می‌رسید.
توان‌باوران به گروهی از مسلمانان گفته می‌شود که کردارهای انسان را نتیجه توان خود او می‌دانند و نه سرنوشت از پیش‌نوشته‌شده خدایی. به باور توان‌باوران، انسان توانا بر کردار خویش است.
بزرگان شخص‌شناسی (علم الرجال) سنبویه را سوسن نامیده و او را مجهول قلمداد کرده‌اند. نه تبارش به درستی معلوم است و نه دین و آیینش. نامش نیز به صور گوناگون ضبط شده‌است. ابن سعد سنهویه و ابن کثیر سوسن ضبط کرده‌اند. ذهبی در یک جا سسویه و در جای سوسن آورده‌است. ابن حجر نیز گاهی سیسویه و گاهی سوسن شناسانده و هر دو نوشته‌اند که او اهل عراق و نصرانی بوده، اسلام آورده، ولی باز به نصرانیت برگشته‌است. مقریزی سنسویه نوشته و ابن الندیم او را ابویونس اسواری مردی از اسواران معرفی کرده و بدین ترتیب تبارش را ایرانی شناخته‌است، زیرا اسواران ایرانیان ساکن بصره بوده‌اند. پژوهندگان اخیر ایرانی هم نامش را سنبویه دانسته و او را ایرانی شناخته‌اند.
مَعبَد جُهَنی توان‌باوری را از سنبویه ایرانی فرا گرفت و گسترش داد.